# Boulevard Taschereau
Le boulevard Taschereau est l'une des principales artères de la Montérégie, sur la Rive-Sud de Montréal.

## Situation et accès
Ce boulevard relie Candiac à Longueuil via La Prairie, Brossard, Greenfield Park, Saint-Hubert et LeMoyne. Il est réputé pour être esthétiquement très moche.
Le boulevard Taschereau, appelé boulevard Sainte-Élisabeth à l'ouest du chemin de Saint-Jean jusqu'au 10 avril 1990, débute à l'intersection du boulevard Montcalm et de l'autoroute 15/route 132 à Candiac comme boulevard à deux voies par direction. Après avoir croisé la rue Papineau, le boulevard entre sur le territoire de La Prairie.

## Origine du nom
Le boulevard Taschereau est nommé en l'honneur de Louis-Alexandre Taschereau (1867-1952), 14e premier ministre du Québec, la journée même de son inauguration, le 12 septembre 1932.

## Historique
Un monument de béton était situé à l'intersection du chemin de Saint-Jean pour commémorer le début du boulevard Taschereau à l'époque et par le fait même, l'inauguration en 1932 par Louis-Alexandre Taschereau de la route entre La Prairie, Longueuil et le pont Jacques-Cartier ouvert deux ans plus tôt. Depuis le réaménagement de l'intersection en 2008, le monument a été remplacé par un arrangement floral du logo de la Ville de La Prairie. À l'est du chemin de Saint-Jean, le boulevard Taschereau se greffe d'une troisième voie de circulation par direction et devient exclusivement commercial.

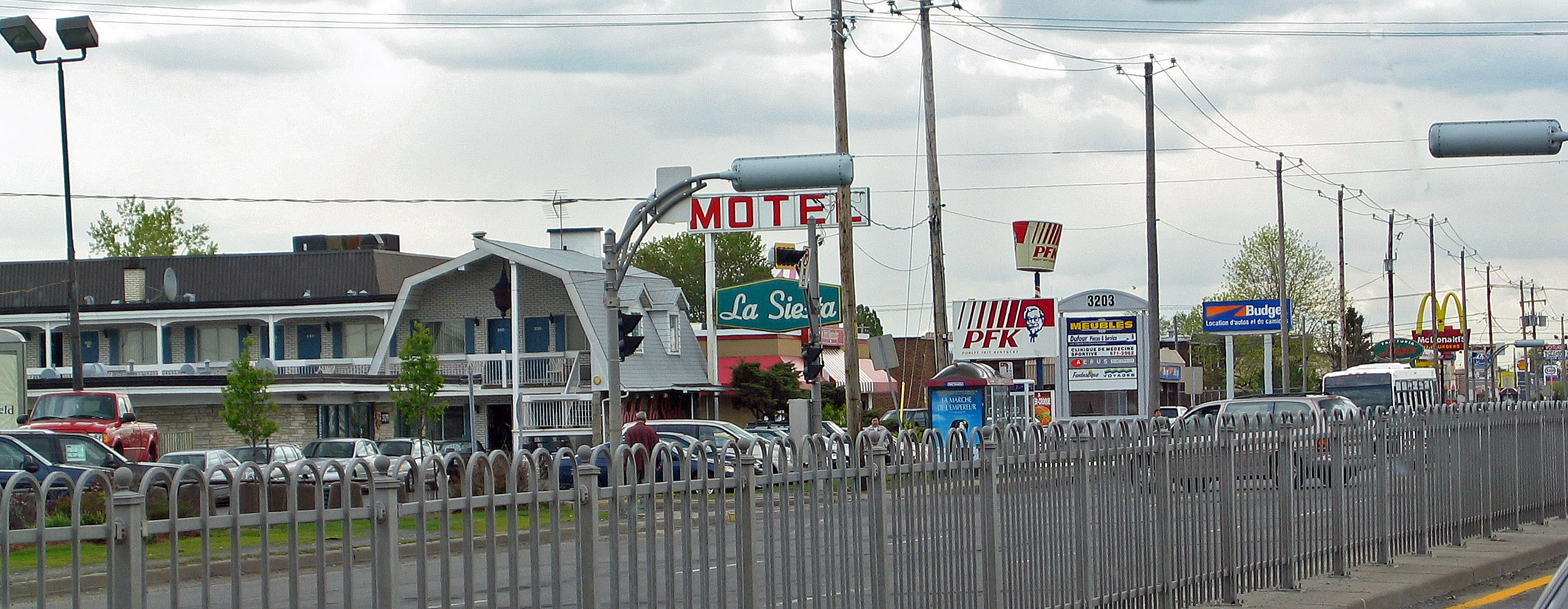
Le boulevard Taschereau à Greenfield Park.

À partir de Brossard, l'artère est réputée pour accueillir de nombreux concessionnaires automobiles, restaurants, motels et commerces de toutes sortes et la vitesse y est limitée à 70 km/h contrairement à La Prairie et Candiac où elle est de 50 km/h. Le Terminus Panama qui est un des lieux principaux de convergence des transports en commun sur la Rive Sud de Montréal y est situé à l'intersection de l'avenue Panama. Le centre commercial Mail Champlain est situé légèrement plus à l'est. À l'est de l'avenue Auguste, le boulevard Taschereau fait partie du territoire de deux arrondissements de la ville de Longueuil; la chaussée Est est située à Saint-Hubert tandis que la chaussée Ouest se situe à Greenfield Park.
L'hôpital Charles-Le Moyne est situé à la hauteur de la rue Mary. Changement de configuration par la suite, le boulevard Taschereau dans l'arrondissement Vieux-Longueuil devient une voie rapide avec des échangeurs d'abord avec la route 112/116 (boulevard Sir-Wilfrid-Laurier) par la suite, avec les boulevards Jacques-Cartier, Curé-Poirier, Desaulniers et La Fayette.
Ensuite, la travée principale mène au pont Jacques-Cartier donc pour rester sur le boulevard Taschereau il faut prendre une bretelle de sortie qui nous mène ultimement au parc Marie-Victorin sur les berges du fleuve Saint-Laurent tout juste au nord de l'autoroute 20 / route 132. 

### Projet de réseau électrique de transport en commun
Le gouvernement du Québec a chargé CDPQ infra, qui a conçu le Réseau express métropolitain (REM), d'étudier les options pour un projet de réseau de transport en commun électrique circulant sur le Boulevard Taschereau, entre la station Panama du REM et la station Longueuil–Université-de-Sherbrooke du métro de Montréal. De plus, la ville de Longueuil souhaite revitaliser une portion de ce boulevard, qui est réputé comme étant moche, entre le pôle Roland-Therrien et la station Panama.